# Мегринская ГЭС
Мегринская ГЭС (также известная как Араксская ГЭС) — неосуществлённый проект ГЭС на реке Аракс, близ города Мегри, на границе Армении и Ирана.
Расчётная мощность Мегринской ГЭС на момент подписания меморандума в 2009 году должна была составить 130 МВт. Ожидалось, что ГЭС будет вырабатывать ежегодно 793 млн кВт⋅ч электроэнергии или более 10% годового производства Армении. В 2015 году было предложено сократить мощность ГЭС до 100 МВт.
На 2021 год проект был законсервирован.

## История проекта
Межправительственные соглашения о строительстве станции были подписаны в 2007 и 2008 годах. 
14 апреля 2009 года в ходе визита президента Армении Сержа Саргсяна в Иран был подписан меморандум о взаимопонимании относительно схемы финансирования строительства Мегринской ГЭС. Необходимое финансирование должен был полностью предоставить Иран в обмен на право в течение 15 лет с момента завершения строительства ГЭС бесплатно получать всю электроэнергию, вырабатываемую ГЭС. Лишь после этого Мегринская ГЭС должна была перейти под управление Армении.
8 ноября 2012 года состоялась церемония закладки капсулы в фундамент будущей ГЭС. На церемонии присутствовал президент Армении Серж Саргсян и министр энергетики Ирана, сопредседатель армяно-иранской межправительственной комиссии Маджид Намджу.
Изначально предусматривалось, что на Араксе будет построен каскад из двух деривационных ГЭС, при этом Мегринская ГЭС должна была быть расположена в Армении, а вторая (Карачиларская) — в Иране. 
Стоимость проекта строительства ГЭС на армянской стороне оценивалась в 323 млн долларов. Позже, в связи с уменьшением уровня воды в реке Аракс и ростом водозабора со стороны Турции, возник риск нехватки воды для работы обеих ГЭС. По этой причине вместо двух станций мощностью по 130 МВт каждая и общей выработкой около 850 млн кВт⋅ч в год стал рассматриваться вариант с одной станцией мощностью 100 МВт.
В 2017 году сообщалось, что строительство Мегринской ГЭС больше не входит в экономические планы Армении, так как уже второй год правительство не вносило в повестку дня ничего относящегося к строительству объекта.
По состоянию на конец 2019 года строительство начато не было, ГЭС оставалась в стадии проектирования. В марте 2019 года Ереван и Тегеран объявили о старте отбора инвестиционной компании в рамках строительства гидроэлектростанции, предусматривалось, что инвестор самостоятельно решит задачи по привлечению финансовых средств на строительство, эксплуатацию и управление ГЭС и все организационные вопросы.